# Pierre-Adhémar Marquant-Vogel

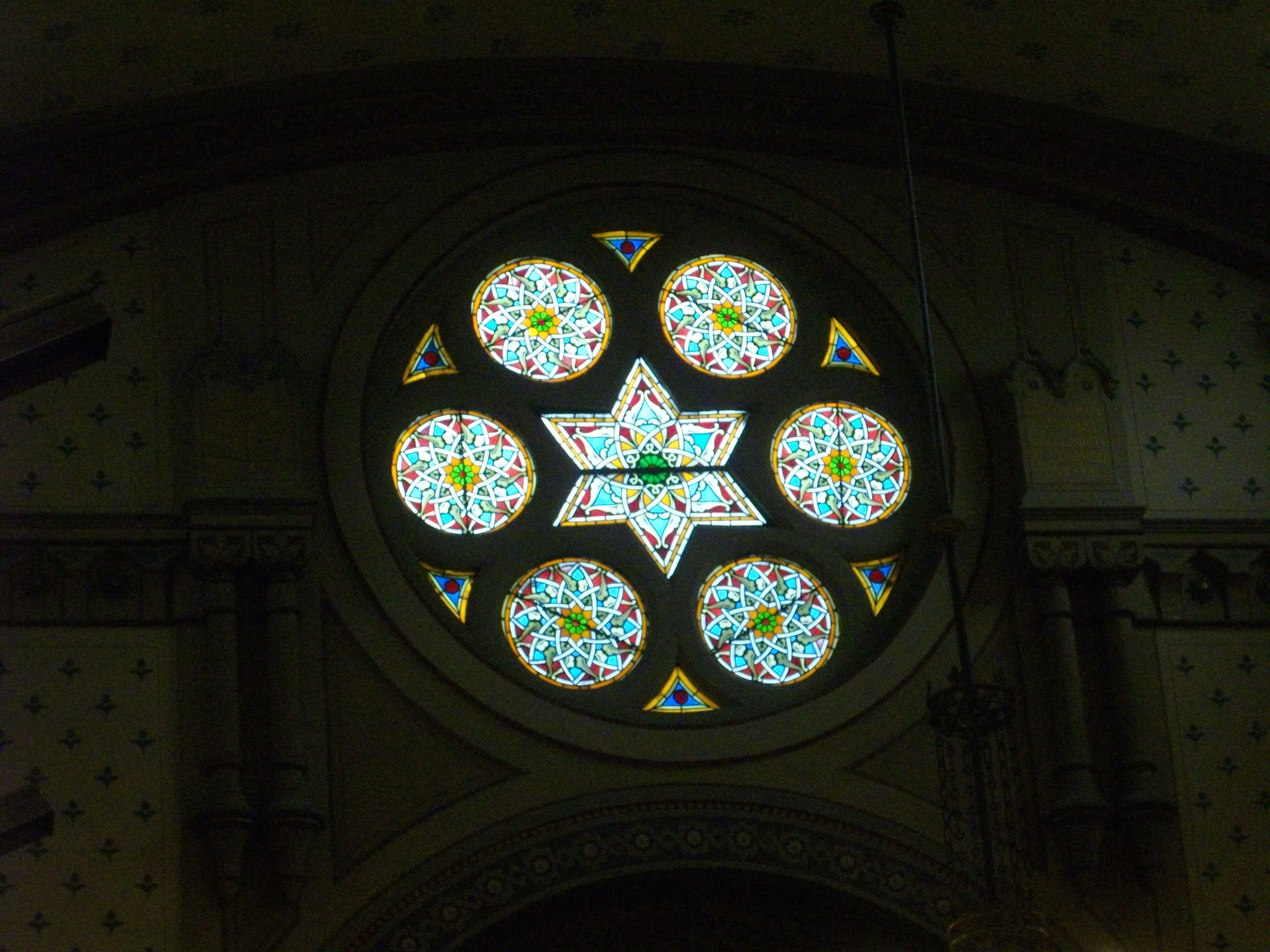
Rosace de la Synagogue de Reims.

Pierre-Adhémar Marquant-Vogel, né le 3 avril 1827 à Caurel et mort le 15 mars 1903 à Dieppe, est un peintre et vitrailliste français qui a exercé son art à Reims et à Paris. Il exerça également la peinture sur chevalet.

## Biographie
Pierre-Adhémar Marquant est né le 3 avril 1827 à Caurel. Il est le fils de Jean Marquant, cultivateur, et de Virginie Cugnet. Il est élève de Levasseur et de Boulangé. Il est également l'élève d'Edmond Durieux et s'établit à son compte à Reims en 1862. Il épouse Marie Vogel (1830-1920), fille de menuisier, le 15 septembre 1851 à Châlons-en-Champagne,. 
Il signe ses œuvres "Marquant" ou "Marquant-Vogel". Il a été membre de la commission archéologique de Reims. En 1861, il reçoit une médaille d'or de grand module à l'exposition industrielle et artistique de Châlons-sur-Marne. En 1865, l'Académie de Reims lui décerne une médaille d'argent de 1ere classe pour ses travaux de peinture, vitraux et décor. A Londres, il reçoit la grande médaille commémorative des expositions,. En 1876, le jury de l’exposition de Reims lui décerne une médaille d'or. En 1878, il présente des vitraux à l'Exposition universelle de 1878. 
Albert Vermonet, élève de Marquant-Vogel, lui succède au 47 bis rue de Châtivesle à Reims. En 1879, il expose au salon des artistes français. Auguste Hutin, peintre verrier à Reims, a été son élève,. Il décède à Dieppe à son domicile, 14 quai du Hable, le 15 mars 1903.

## Collections publiques

### Tableaux
- 1850 : Le Cardinal Thomas Gousset, musée des Beaux-Arts de Reims[14].
- 1860 : Sainte Barbe recevant la couronne du martyre, tableau du maître-autel de l’église Sainte-Barbe de Coingt[15].
- 1879 : Paire de tableaux : Immaculée Conception ; Annonce de la naissance de la Vierge à Joachim, Église Notre-Dame d'Épernay[16].
- 1880 : Armand Gerbault, musée des Beaux-Arts de Reims[17].
- Portrait de Jacques Pire, église Saint Jean-Baptiste de Sery [18].
- Simon Leroy-Myon, musée des Beaux-Arts de Reims[19].
- Pierre-Auguste Dérodé, musée des Beaux-Arts de Reims[20].

### Verrières
- Église Saint-Nicolas à Auvillers-les-Forges : Verrière à personnages (baie 1) : Immaculée Conception[21].
- Église Saint-Aignan à Saint-Aignan : Ensemble de 4 verrières à personnages (baies 1, 2, 3, 4) et d'une rose figurée (baie 0) : Sacré-Cœur ; Vierge ; saint Joseph ; saint Aignan ; saint Eloi[22].
- Église Saint-Pierre à Villers-Semeuse : Ensemble de 14 verrières à personnages et verrières décoratives (baies 0 à 12 ; baie occidentale) : Bon Pasteur ; saint Joseph, saint Nicolas ; saint Hubert, saint Eloi[23].
- Église Sainte-Geneviève à Reims : Ensemble de 7 verrières des chapelles latérales, du bras sud du transept et première travée de la nef (baies no 3, 9, 11, 13, 25 et 26)[24].
- Synagogue de Reims[25].
- Chapelle Saint-Joseph à Reims
- Palais du Trocadéro, aujourd'hui détruit
- Église Saint-Loup de Châlons-en-Champagne[26]
- Chapelle de Ludes[27],[6]